# Кирххајм бај Минхен
Кирххајм бај Минхен (њем. Kirchheim bei München) општина је у њемачкој савезној држави Баварска. Једно је од 29 општинских средишта округа Минхен. Према процјени из 2010. у општини је живјело 12.133 становника. Посједује регионалну шифру (AGS) 9184131.

## Географски и демографски подаци
Кирххајм бај Минхен се налази у савезној држави Баварска у округу Минхен. Општина се налази на надморској висини од 511 метара. Површина општине износи 15,5 km². У самом мјесту је, према процјени из 2010. године, живјело 12.133 становника. Просјечна густина становништва износи 782 становника/km².

## Међународна сарадња
| Мјесто     | Држава  | Врста сарадње | Од    |
| ---------- | ------- | ------------- | ----- |
| Караманико | Италија | контакт       | 1996. |
| Извор      |         |               |       |